# Landhalvklotet

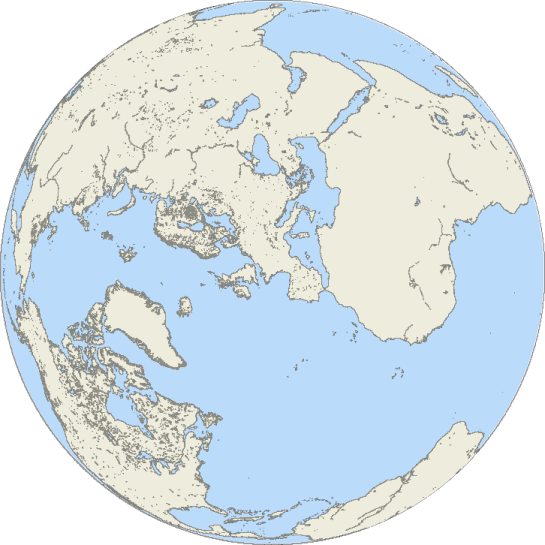
Landhalvklotet

Landhalvklotet eller landhemisfären är det halvklot som innehåller största möjliga landyta och minsta möjliga vattenyta. Dess centrum ligger på 47°13′N 1°32′V / 47.217°N 1.533°V vid Nantes i Frankrike. Sju åttondelar av allt land på jorden ligger på landhalvklotet, men ändå finns här mer vatten än det finns land. Dess motsats är vattenhalvklotet. 